# 송천동 (서울)
송천동(松泉洞)은 서울특별시 강북구에 위치한 행정동으로, 법정동은 미아동이다. 송천동은 성북구와 경계를 이루는 강북구의 관문으로서 서울북부, 의정부, 동두천 등의 경기북부를 잇는 교통요지로서, 30여년 전 몇 안 되는 토박이와 이촌동 수재민, 청계천 화재난민들의 집단이주로 형성된 마을로 토담집 등 주거 부적합 주택축조, 좁은 골목길 등으로 생활여건이 미흡하여 주로 중하위층 및 저소득층의 주민이 거주하였으나, 수도권 지하철 4호선의 개통, 1992년부터 활발하게 건설되고 있는 마을 중심을 관통하는 소방도로 건설 등으로 주거환경이 크게 개선되어 도봉로, 삼양로, 솔샘길의 편리한 교통을 중심으로 한 활발한 상업지역과 함께 쾌적하고 안정된 삶을 누릴 수 있는 주거환경이 형성되어 나날이 발전하고 있다.

## 연혁
- 조선 후기 : 한성부 동부 숭신방 미아리계.
- 1914년 4월 1일 : 경기도 고양군 숭인면 미아리.
- 1949년 8월 13일 : 고양군 숭인면을 서울특별시에 편입하고, 성북구를 신설하여 성북구 숭인출장소 미아리가 됨.
- 1950년 3월 15일 : 미아리가 미아동으로 개칭됨.
- 1955년 4월 18일 : 행정동제 실시에 따라 미아제1~3동이 신설됨.
- 1959년 10월 31일 : 미아제1동을 길음동으로, 미아제2동을 인수동으로 개칭하고, 미아제3동을 송천동과 삼양동으로 분동함.
- 1970년 5월 18일 : 길음동, 인수동, 송천동, 삼양동을 미아제1~10동으로 분동함.[2]
- 1973년 7월 1일 : 숭인출장소가 폐지되고 도봉구가 신설됨에 따라 도봉구로 편입됨.[3]
- 1975년 10월 1일 : 미아동 일부를 성북구에 편입하여 길음동(행정동 길음동, 인수동, 송천동)으로 개칭하고, 미아동을 미아제1~7동으로 조정함.
- 1977년 9월 1일 : 미아5동에서 미아8동이 분동됨.
- 1995년 3월 1일 : 강북구가 신설됨에 따라 강북구로 편입됨.
- 2008년 6월 30일 : 미아5동과 미아8동을 통합하여 송천동으로 개칭함.

## 교육
- 성암여자중학교
- 성암국제무역고등학교
- 서울송천초등학교
- 영훈중학교
- 영훈고등학교
- 영훈초등학교

## 교통
- 서울 지하철 4호선 미아사거리역
- 서울 경전철 우이신설선 삼양사거리역

## 같이 보기
- 대한민국의 행정 구역